# Enterprise Holdings
Enterprise Holdings, Inc. eller Enterprise Mobility er en amerikansk biludlejningskoncern med hovedkvarter i Clayton, Missouri. Det er moderselskab for biludlejningsvirksomhederne Enterprise Rent-A-Car, National Car Rental og Alamo Rent a Car. De har også forskellige transportservices, og de sælger brugte biler igennem Enterprise Car Sales. De har 9.500 afdelinger og 90.000 ansatte.
Virksomheden blev etableret i 1957 under navnet Executive Leasing Company. I 1969 skiftede de navn til Enterprise.